# Tempo de residência
Tempo de residência (algumas vezes tratado como tempo de remoção) é a quantidade média de tempo que uma partícula reside (passa) em um sistema em particular. Esta medida varia diretamente com a quantidade de substância que está presente no sistema.
O tempo de residência é um termo largamente usado em disciplinas científicas, tecnológicas e médicas.
Cada disciplina que usa o conceito de tempo de residência de alguma maneira adapta a definição de maneira a fazê-lo mais específico à aplicação a qual está se referindo. A definição básica para tempo de residência também tem uma equação matemática universal que pode ser adicionada e adaptada por diferentes disciplinas. Esta é a seguinte:
A forma de variáveis genérica desta equação é a seguinte:
onde {\displaystyle \tau } é usada como a variável para o tempo de residência, V é a capacidade do sistema, e q é o fluxo para o sistema.
O tempo de residência inicia a partir do momento em que uma partícula de uma determinada substância entra no sistema e termina no momento em que a mesma partícula de substância sai do sistema. O sistema em questão é arbitrário e pode ser definido como necessário de acordo com a aplicação. Se uma grande quantidade de uma substância entra em um sistema, mais tempo terá a substância para deixar o sistema, resultando em um maior tempo de residência. Isso supondo-se que a entrada e saída para o sistema são mantidas constantes. Por esta mesma lógica, quanto menor a quantidade de uma substância em um determinado sistema, menor o tempo de residência será.
Fluxos de entrada e saída também terão um efeito sobre o tempo de residência de um sistema. Se a entrada e saída são aumentados, o tempo de residência do sistema será menor. No entanto, se a entrada e a saída de um sistema são diminuídos, o tempo de residência será maior. Isto supondo-se que a concentração da substância no sistema e o tamanho do sistema permaneça constante, e assumindo-se condições de estado estacionário.
Se o tamanho do sistema é alterado, o tempo de residência do sistema será alterado também. Quanto maior for o sistema, maior o tempo de residência, assumindo-se taxas de entrada e saída mantidas constantes. Quanto menor o sistema, menor será o tempo de residência, novamente assumindo-se condições de estado estacionário .